# Покрајина Бургос
Покрајина Бургос (шп. Provincia de Burgos) је покрајина Шпаније у аутономној заједници Кастиља и Леон. Главни град је Бургос.